# イジャスラフ・イングヴァレヴィチ
イジャスラフ・イングヴァレヴィチ（ロシア語: Изяслав Ингваревич、? - 1223年）はルーツク公イングヴァリの子である。ドロゴブージ公（在位：1220年頃 - 1223年）。
1223年、再従兄弟のヴォルィーニ公ダニール、おじのルーツク公ムスチスラフらと共にカルカ河畔の戦いに参加し、兄弟（と推測される）シュムスク公スヴャトスラフらと共に戦死した。
妻子に関する記録は残されていない。